# Lykaia
Lykaia è il terzo album in studio del supergruppo musicale progressive metal/rock Soen, pubblicato il 3 febbraio 2017 per la Warner Bros. Records.

## Tracce
1. Sectarian – 5:53
2. Orison – 7:06
3. Lucidity – 6:35
4. Opal – 6:44
5. Jinn – 5:39
6. Sister – 5:29
7. Stray – 5:37
8. Paragon – 6:23
9. God's Acre – 8:15

### Formazione
- Joel Ekelöf – voce
- Martin Lopez – batteria e percussioni
- Stefan Stenberg – basso
- Lars Åhlund –  organo e Fender Rhodes
- Marcus Jidell – chitarre